# Jan Wincenty Bardziński
Jan Wincenty Bardziński herbu Abdank – pisarz łęczycki w latach 1654–1674.
Poseł sejmiku łęczyckiego na sejm nadzwyczajny 1654 roku i drugi sejm zwyczajny 1666 roku.
Był elektorem Michała Korybuta Wiśniowieckiego z województwa łęczyckiego w 1669 roku. W 1674 roku był elektorem Jana III Sobieskiego z województwa łęczyckiego. 